# Леннарт Петрелл
Леннарт Петрелл (фін. Lennart Petrell; 13 квітня 1984, м. Гельсінкі, Фінляндія) — фінський хокеїст, нападник.

## Кар'єра
Леннарт вихованець клубу із Гельсінкі ГІФК, де він і почав виступати на професійному рівні. Вісім сезонів Леннарт відіграв у СМ-лізі, найвищим досягненням є титул чемпіона Фінляндії у 2011 році. 
15 червня 2011 року підписує контракт із клубом НХЛ «Едмонтон Ойлерс». Першу шайбу закинув 3 листопада у грі проти «Лос-Анджелес Кінгс». 2 січня 2012 року був переведений у фарм-клуб «Оклахома Сіті Беронс». Початок сезону 2012/13 провів у лавах рідного клубу ГІФК. В кінці сезону провів 35 матчів у складі «Едмонтон Ойлерс».
14 серпня 2013 року укладає контракт з швейцарським клубом НЛА ХК «Серветт-Женева», у складі якого став переможцем Кубка Шпенглера. 
16 травня 2014 року уклав дворічний контракт із шведським клубом «Лулео».
У складі ХК «Лулео» став переможцем Ліги чемпіонів 2015.

## Кар'єра (збірна)
У складі національної збірної брав участь у Єврохокейтурі 2011, 2012 та 2015 років.

## Статистика
| 2003–04   | ГІФК                   | СМ-ліга   | 8  | 0  | 0  | 0  | 2  | 1  | 0 | 0 | 0  | 0  |
| 2004–05   | ГІФК                   | СМ-ліга   | 35 | 3  | 2  | 5  | 35 | 4  | 0 | 1 | 1  | 2  |
| 2005–06   | ГІФК                   | СМ-ліга   | 51 | 12 | 8  | 20 | 88 | 12 | 1 | 2 | 3  | 20 |
| 2006–07   | ГІФК                   | СМ-ліга   | 53 | 19 | 11 | 30 | 74 | 5  | 0 | 0 | 0  | 2  |
| 2007–08   | ГІФК                   | СМ-ліга   | 48 | 10 | 17 | 27 | 36 | 7  | 1 | 1 | 2  | 2  |
| 2008–09   | ГІФК                   | СМ-ліга   | 43 | 7  | 13 | 20 | 85 | 2  | 0 | 0 | 0  | 2  |
| 2009–10   | ГІФК                   | СМ-ліга   | 56 | 12 | 12 | 24 | 61 | 6  | 1 | 0 | 1  | 2  |
| 2010–11   | ГІФК                   | СМ-ліга   | 56 | 13 | 22 | 35 | 34 | 13 | 7 | 5 | 12 | 8  |
| 2011–12   | «Едмонтон Ойлерс»      | НХЛ       | 60 | 4  | 5  | 9  | 45 | —  | — | — | —  | —  |
| 2011–12   | «Оклахома Сіті Беронс» | АХЛ       | 9  | 2  | 2  | 4  | 4  | —  | — | — | —  | —  |
| 2012–13   | ГІФК                   | СМ-ліга   | 26 | 11 | 0  | 11 | 12 | —  | — | — | —  | —  |
| 2012–13   | «Едмонтон Ойлерс»      | НХЛ       | 35 | 3  | 6  | 9  | 4  | —  | — | — | —  | —  |
| 2013–14   | ХК «Серветт-Женева»    | НЛА       | 50 | 5  | 16 | 21 | 24 | 12 | 1 | 2 | 3  | 0  |
| НХЛ РАЗОМ | НХЛ РАЗОМ              | НХЛ РАЗОМ | 95 | 7  | 11 | 18 | 49 | —  | — | — | —  | —  |